# Riserva naturale orientata Rossomanno-Grottascura-Bellia
La riserva naturale orientata Rossomanno-Grottascura-Bellia è un'area naturale protetta situata nei comuni di Enna, Piazza Armerina e Aidone, nella omonima provincia. Il suo punto nevralgico è costituito dalla vetta del monte Rossomanno.

## Storia
Il territorio della Riserva fu lungamente abitato, a partire dall'antico centro di Rossomanno, distrutto poi nel XIV secolo.

## Territorio
La Riserva si estende su oltre 2000 ettari di superficie interamente terrestre, nel multiforme paesaggio dei monti Erei, spina dorsale della Sicilia centrale. Vi si individuano altipiani a circa 800 m s.l.m., di consistenza sabbiosa e pertanto permeabili, interamente ammantati di conifere, importante polmone verde dell'isola frutto di un antico rimboschimento. Al suo interno ricade inoltre il Parco della Ronza, facente parte della medesimo area boschiva.
È incastonata tra il Lago di Pergusa, il monte Rossomanno, e le aree archeologiche di cozzo Matrice e montagna di Marzo. La Riserva è infine stretta tra i due maggiori centri della provincia, Enna a nord e Piazza Armerina a sud.

## Flora

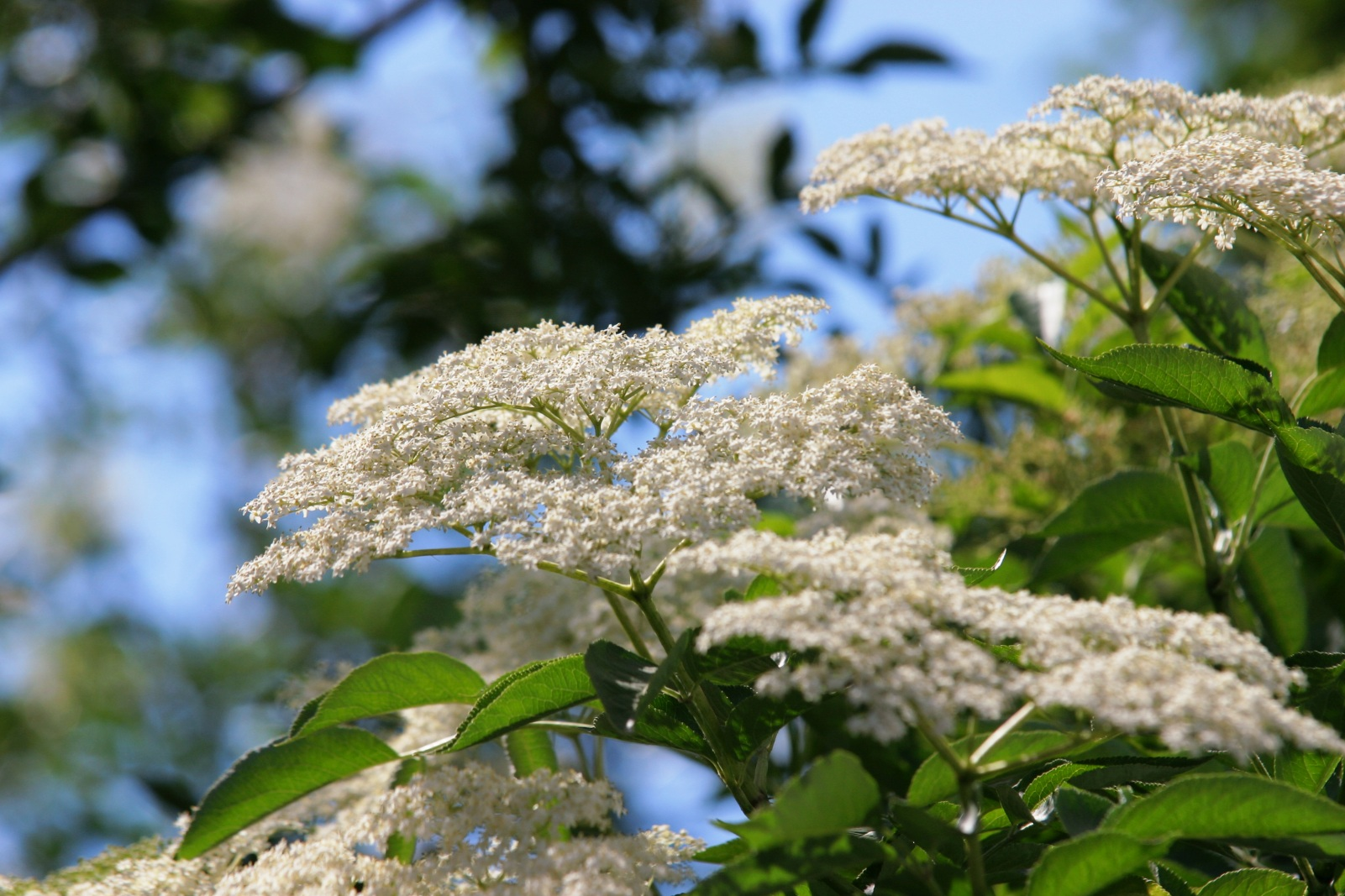
Il caratteristico sambucus (sambuco)

La riserva conserva al suo interno un notevole patrimonio forestale, in gran parte frutto di un antico rimboschimento, che ha ammantato il territorio di conifere e eucalipti, ma rimane tuttavia traccia di un antico querceto. Tra le conifere, domina il Pino domestico, e si localizza oltre gli 800 m di quota: questa specie si adatta benissimo ai suoli sabbiosi, e produce i cosiddetti pinoli. Presente è inoltre il Pino d'Aleppo, assieme al castagno, al nocciolo, al leccio e all'alloro. Caratteristici dell'Ennese sono il sambuco (che è alla base della guastella col sambuco), il pero selvatico, l'asparago e innumerevoli altre piante. 

Interessante è inoltre il sottobosco, con macchie di rovi, rosa canina (la rosa selvatica), il timo, il biancospino ed il prugnolo: queste ed altre specie formano splendide siepi, che affiancano i sentieri recentemente ridisegnati per favorire l'escursionismo, il trekking e lo scautismo, attività praticate nella riserva.

## Fauna
La Riserva ospita diverse specie di animali tra cui numerose specie di uccelli: la poiana (Buteo buteo), il gheppio (Falco tinnunculus), l'upupa (Upupa epops), la ghiandaia (Garrulus glandarius), il cuculo (Cuculus canorus) e il gruccione (Merops apiaster), nonché rapaci notturni quali il gufo (Asio otus), l'allocco (Strix aluco), la civetta (Athene noctua) e il barbagianni (Tyto alba).
È possibile inoltre incontrare la volpe (Vulpes vulpes), l'istrice (Hystrix cristata), il riccio (Erinaceus europaeus), il cinghiale (Sus scrofa), il ramarro (Lacerta viridis) e la tartaruga palustre siciliana (Emys trinacris).

## Le pietre incantate

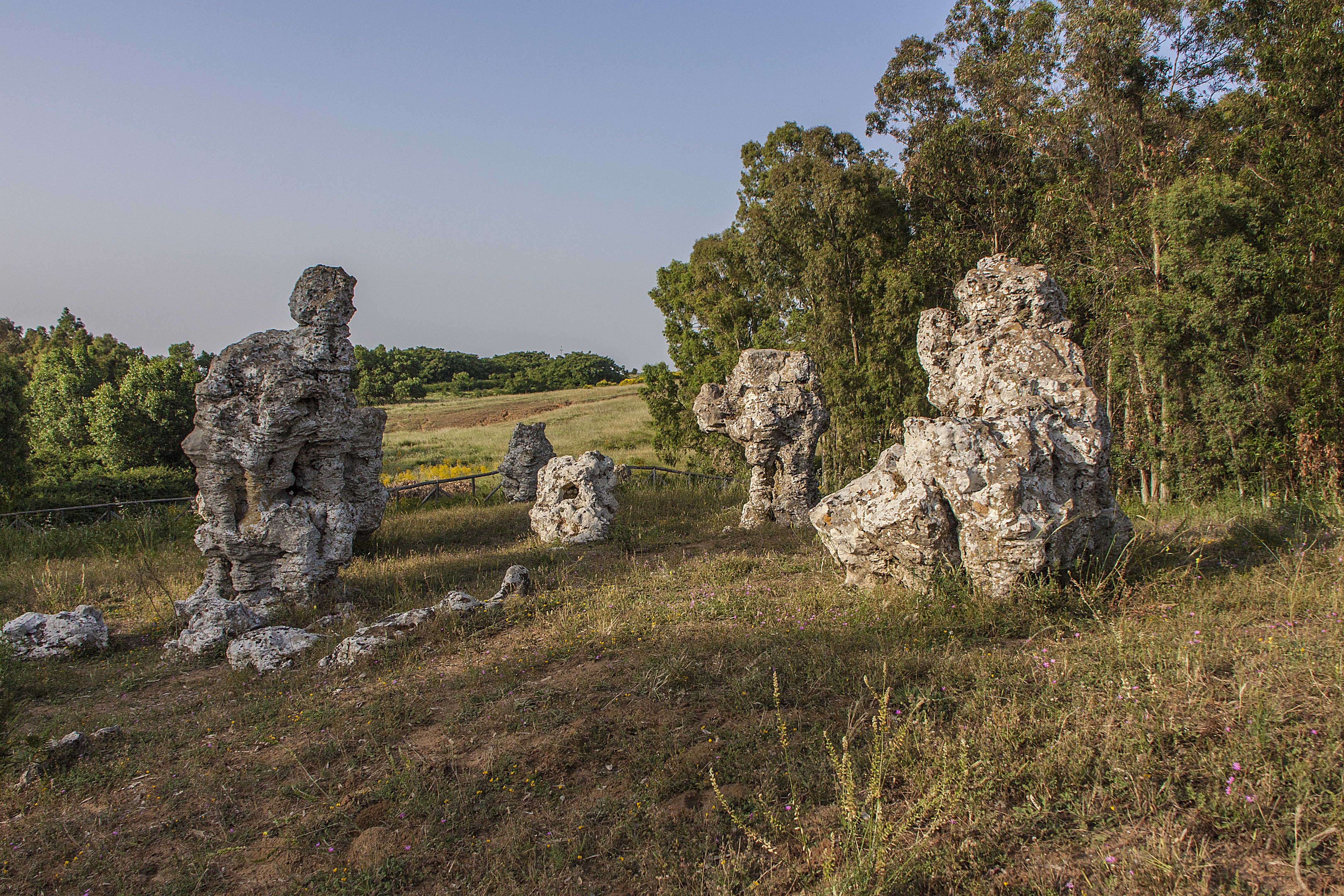
Le pietre incantate

Le cosiddette Pietre incantate o pupi ballerini (in siciliano), sono un gruppo di pietre dalla forma vagamente antropomorfa all'interno della riserva. Le pietre si sono in realtà formate per l'azione eolica del vento che le ha rese tali. Questa caratteristica richiama anche una certa curiosità nei visitatori del parco.

## Archeologia
All’interno del parco vi sono tracce di antichi insediamenti come a Serra delle Casazze con i resti di un centro siculo con l’acropoli e le fortificazioni. La necropoli di Rocca Crovacchio con sepolture di diverso tipo tra cui ad enchytrismos.
Vi sono anche i resti di una piccola basilica bizantina e un borgo medievale di origine sveva raso al suolo nel 1394, posto tra Serra delle Casazze e Monte Rossomanno.

## Accessi
Dall’autostrada A19 Catania-Palermo uscire a Enna e proseguire per la S.S. 561 per Pergusa e, superato il lago, si segue la statale 117-bis verso Piazza Armerina. Qui seguire gli appositi cartelli.
Da Sud (Caltagirone e Gela) seguire la SS117-bis verso Piazza Armerina e poi si percorre la S.S. 288 per Aidone-Morgantina. Qui seguire gli appositi cartelli.